# Scopula suna
Scopula suna är en fjärilsart som beskrevs av Louis Beethoven Prout 1934. Scopula suna ingår i släktet Scopula och familjen mätare. Inga underarter finns listade.